# Montecompatri Colonna superiore
Il Montecompatri Colonna superiore è un vino DOC la cui produzione è consentita nella provincia di Roma.

## Caratteristiche organolettiche
- colore: paglierino più o meno intenso.
- odore: vinoso, delicato, gradevole.
- sapore: secco o asciutto, amabile o dolce, caratteristico, armonico.

## Storia
La Monte Compatri 2000 Pro Loco, ristampa il libro Montecompatri profilo storico del Ciaffei, consultabile online in italiano e spagnolo all'indirizzo: https://web.archive.org/web/20080501085358/http://www.montecompatriproloco.it/Storia.asp

## Produzione
Provincia, stagione, volume in ettolitri
- nessun dato disponibile